# AB1
Pour les articles homonymes, voir AB1 (homonymie).
AB1 anciennement AB Channel 1 est une chaîne de télévision thématique payante française, lancée le 1er décembre 1995 et dont les programmes visent les jeunes adultes. Axée sur la culture des années 1990, la chaîne propose notamment des séries cultes, des sitcoms et les shows de catch de la WWE. La chaîne fait partie du groupe Mediawan, historiquement le Groupe AB, par sa filiale Mediawan Thematics.
Appartenant historiquement au même groupe audiovisuel, on note plusieurs autres chaînes utilisant ou ayant utilisé un acronyme similaire, parmi lesquelles AB3, AB4, AB Animaux, AB Moteurs, AB Sport, AB Cartoons, ABXplore.

## Histoire
AB1 est lancée sur le câble et satellite Hot Bird d'Eutelsat le 1er décembre 1995 sous le nom AB Channel 1 près d'un an avant le lancement du bouquet satellite numérique AB Sat comme la chaîne premium mini-généraliste de ce bouquet. Les premiers programmes sont constitués des sitcoms, séries et japanimations du Club Dorothée dont AB Groupe est producteur. En 1997, le mot channel disparaît et la chaîne prend son nom actuel AB1, incluant un changement d'habillage.
À ses débuts, la chaîne programme des séries américaines (inédites en France) en VO comme Caroline in the City et Malcolm & Eddie. Parmi les innovations de la chaîne, elle a proposé une case destinée aux sitcoms afro-américaines tels que Malcolm et Eddie ou le Steve Harvey Show et a diffusé certaines saisons du talk-show américain, The Jerry Springer Show.
En 2000, la chaîne met en place de nouveaux programmes français produits par AB Productions et laissant moins de place aux productions américaines : T.R.I.K « Trash Ridicule Insolite et Kitsh », Sex Party et Décibels font leur apparition, les mangas prennent également une place plus importante et un film est diffusé une fois par semaine. Cette programmation plus française ne séduit pas le public et AB1 revient donc en 2002 à ses fondamentaux, séries, sitcoms et mangas.
En juillet 2002, les sitcoms et séries reviennent en force dans un format destiné aux 15-34 ans.
Après avoir été autorisée à émettre sur le canal 34 de la TNT payante fin 2005, le groupe AB soumettra une demande au CSA l’autorisant à disposer d’une plage en clair de 9h par jour, essentiellement l’après-midi et en début de soirée, qui sera refusée en janvier 2006.
En mai 2006, la chaîne réalise sa meilleure audience depuis sa création en programmant une soirée spéciale consacrée au Club Dorothée.
En octobre 2008, le groupe AB se retire de la TNT payante, en arrêtant la diffusion de sa chaîne AB1. La raison invoquée est « le manque de visibilité » de la TNT payante. La fréquence libérée a été réattribuée à France Ô pour que celle-ci puisse être diffusée sur l'ensemble de la France.
À partir du 27 août 2010, la chaîne commence à diffuser Smackdown le vendredi soir en complément de Raw diffusée quant à elle sur RTL9, donnant ainsi la primeur de ces émissions aux abonnés des deux chaînes avant leur diffusion sur une chaîne, appartenant auparavant au groupe AB et gratuite, NT1. En mars 2013, AB1 obtient les droits de diffusion de tous les pay-per-view de 2013 en direct, dont WrestleMania 29 le 7 avril. La chaîne annonce également qu'elle va diffuser WWE Main Event à partir du 5 avril 2013, à 20 h 45. Lors du 6 avril 2014; WrestleMania XXX a lieu à La Nouvelle-Orléans, et pour fêter l'événement Phillipe Chereau et Christophe Agius ont leurs propres tables de commentateur aux côtés des commentateurs américains et espagnol de la WWE.
AB1 est passée en haute définition au début du mois de juillet 2014.
Pour la saison 2014-2015, la chaîne propose des nouvelles séries sur son antenne ainsi que les nouvelles saisons inédites. Elle propose par ailleurs des longs-métrages et des émissions de télé-réalité.
Depuis le rachat d'AB Groupe le 30 janvier 2017 par Mediawan, la chaîne fait partie de la société Mediawan Thematics.
En 2022, AB1 annonce le lancement de sa première production originale, Capucine, dès septembre 2022.

### Identité graphique
En juillet 2002, AB1 change d'habillage et reprend le même design que celui de la chaîne belge AB4.
Le 8 avril 2024, AB1 change de logo en rappelant celui de ces premières années d'antenne et pour l'occasion, l'habillage antenne est également revu.

Logo du 1er décembre 1995 au 31 décembre 1996
Logo du 1er janvier 1997 à 1999
Logo de 1999 à 2000
Logo de 2000 à juillet 2002
Logo de juillet 2002 à 2009
Logo de 2009 au 15 décembre 2011
Logo du 16 décembre 2011 au 22 août 2021
Logo du 23 août 2021[6],[7] au 7 avril 2024
Logo depuis le 8 avril 2024.

## Organisation
- Directeur général de Mediawan Thematics

Vincent Grynbaum
- Directrice générale adjointe chargée des contenus

Sonia Latoui
- Directrice de programmation et antenne des chaines divertissements et cinéma

Mylène Patou
- Responsable éditorial

Anaïs Mayenson

### Présentateurs
Actuellement
- Christophe Agius
- Philippe Chereau

## Diffusion
AB1 est diffusée sur le câble, les bouquets satellites Bis Télévisions, Orange, Télésat et Canal+, ainsi que sur les réseaux des opérateurs ADSL.
En octobre 2008, en raison d'un manque de visibilité de la TNT payante, AB Groupe décide de rendre sa fréquence au CSA, laissant vacant le canal 34.
La chaîne est aussi diffusée en Belgique, au Luxembourg et en Suisse.
- Canal+ : canal no 56
- Orange : canal no 74 (Bouquet Famille Pack Famille et Disney+, Bouquet Intense, Bouquet Famille Fibre)
- SFR : canal no 58 (Power Premium, Bouquet Famille)
- Free : canal no 51 (Inclus dans le Basique)
- Bouygues Telecom : canal no 70 (Bouquet Famille, Bouquet Divertissement)
- BIS TV : canal no 29 (Panorama Ultimum)
- Prime Video Channels
- Molotov

## Programmes
Sa grille de programmation est essentiellement constituées de programmes appartenant à Mediawan Rights, d'où la diffusion de séries télévisées américaines comme Friends, de séries animées japonaises, des émissions de télé-réalité étrangères et de productions AB Productions déjà diffusées sur des chaînes concurrentes ou diffusées sur d'autres chaînes du groupe.

### Sports
- WWE Raw (2017-en cours)
- WWE SmackDown (2010-en cours)
- WWE NXT (2024-en cours)

### Émissions
- À quoi rêvent les stars ?
- AB1 Ciné
- AB1 Manga
- Actu mangas
- Ça n'arrive pas qu'aux stars
- Catch Off
- Celebrity
- Ciné Zoom
- Culture Pub
- Dorothée, ma valise à souvenirs
- Films Actu
- Et ça vous amuse ?
- Explosif
- Im@ges[1]
- JeuxActu[8]
- Kiff la Pub - en quête de pubs
- La fabuleuse histoire de Dorothée
- La Nuit de la Pub
- Le point sur le Net
- Les Conseils de Marie-France
- Les dessous de la France people
- Mix ta Mère
- Mon 1er Grand Amour
- Net et précis
- One 1 Up
- Rap City
- Stars Boulevard
- T.R.I.K
- Ultra Nostalgie
- Une vie pas comme les autres
- Y'a que la vérité qui compte

### Émissions de télé-réalité
Émissions américaines
- Amazing Race : La course de l'extrême
- America's Best Dance Crew
- American Gladiators
- American Idol[9]
- Beauty and the Geek
- Best Ink : à la recherche du meilleur tatoueur[10]
- Bridezillas, mariées à tout prix (en)
- Chéri, je change de famille (en)
- Employée Top Model
- Extreme Makeover : Les Maçons du cœur
- Fear Factor
- Flashmob, la surprise de ma vie[11]
- Hell's Kitchen
- L'amour à tout prix (en)
- La Guerre des belles-mères
- Les Guerriers de l'Amour : Prêts à tout pour se marier (en)[12]
- Live to Dance
- Master Chef US[13]
- Mr Personality
- Next
- Running in Heels (en)
- Supermodel (en)
- SOS Nounou (en)
- SOS Tabatha
- The Biggest Loser
- The Poker Star (en)
- Tommy Lee : du Rock à la Fac[14]
- Tough Enough - Qui sera le plus fort ?
- Qui veut épouser mon père ? (en)

 Émissions britanniques
- A Model Life : les coulisses de la mode (en)
- Deux mariages, une seule cérémonie
- Hairdresser : Qui sera le meilleur coiffeur ?
- Hétéro mais pas trop ! (en)
- X Factor[15]

 Émissions françaises
- Poker Mission Caraïbes
- Vincent McDoom à la conquête d'Hollywood

### Séries
Séries françaises
- Cas de divorce
- Cut !
- Diane, femme flic
- Élisa, un roman photo
- Eva Mag
- Extra Zigda
- Groupe flag
- Hélène et les Garçons
- Island détectives
- Karine et Ari
- L'École des passions
- L'un contre l'autre
- La Caverne
- La Croisière foll'amour
- La Philo selon Philippe
- La Prophétie d'Avignon
- Le Collège des cœurs brisés
- Le G.R.E.C.
- Le Groupe
- La Kiné
- Le Miel et les Abeilles
- Les Années bleues
- Les Années fac
- Les Beaux Mecs
- Les Filles d'à côté
- Les Garçons de la plage
- Le Miracle de l'amour
- Les Mystères de l'amour
- Les Nouvelles Filles d'à côté
- Les Toqués
- Les Vacances de l'amour
- Lyon police spéciale
- Mademoiselle Joubert
- Mystère
- Mes pires potes
- Pas de pitié pour les croissants
- Plan Biz
- Pour être libre
- Premiers Baisers
- Salut les Musclés
- Seconde B
- Sous le soleil
- Studio des artistes
- Studio Télé
- Talk show
- Un homme à domicile
- Week-end chez les toquées

 Séries américaines
- 21 Jump Street
- A poil !
- Alerte à Malibu
- Angel
- Arrow
- Arnold et Willy
- Au pays des géants
- Au-delà du réel : L'aventure continue
- Battlestar Galactica
- Batman
- BeastMaster, le dernier des survivants
- Beverly Hills 90210
- Booker
- Boston Common
- Caroline in the City
- Ce que j'aime chez toi
- City Guys
- Cobra
- Colony
- Covert Affairs
- Crusoé
- Dawson
- Des agents très spéciaux
- Drôle de vie
- Extra Large
- Fastlane
- Femmes d'affaires et Dames de cœur
- Friends
- Generation Kill
- Génération musique
- Gilmore Girls
- Jack Reed
- Kung Fu
- L'Incroyable Hulk
- L'Invincible
- Last Resort
- La Fête à la maison
- La fille de l'équipe (en)
- La Vie à cinq
- La Vie de famille
- Le Cartel
- Le Frelon vert
- Le Juge et le Pilote
- Le Justicier de l'ombre
- Le Prince de Bel-Air
- Le Rebelle
- Les 4400
- Les Anges de la ville
- Les Jumelles de Sweet Valley
- Les Monkees
- Loïs et Clark : Les Nouvelles Aventures de Superman
- Malcolm et Eddie
- Mariés, deux enfants
- Melrose Place
- Mes plus belles années
- Mutant X
- Ned et Stacey
- Newport Beach
- Normal, Ohio
- Notre belle famille
- Painkiller Jane
- Parents à tout prix
- Parker Lewis ne perd jamais
- Poltergeist : Les Aventuriers du surnaturel
- Preuve à l'appui
- Profiler
- Punky Brewster
- Ricky ou la Belle Vie
- Riptide
- RoboCop
- Roswell
- Sauvés par le gong
- Sauvés par le gong : La Nouvelle Classe
- Sept à la maison
- Shérif, fais-moi peur
- Steve Harvey Show
- Stargate Atlantis
- Stargate SG-1
- Superboy
- Super Jaimie
- Surfers détectives
- Trauma
- Traque sur Internet
- True Blood
- The Get Down
- Un agent très secret
- Un flic dans la mafia
- Une famille modèle
- Une fille à scandales
- Une maman formidable
- USA High
- V
- Van Helsing
- Viper
- Voilà !
- Voyage au fond des mers
- VR.5
- Witchblade
- Xena, la guerrière
- X-Files : Aux frontières du réel
- Young Rock

 Séries britanniques
- Charly la malice
- Demons
- L'Équipe de rêve
- Les Condamnées
- La Fureur dans le sang
- La Pire Semaine de ma vie
- Rock Rivals
- Ultimate Force

 Séries australiennes
- Blue Water High : Surf Academy
- Hartley, cœurs à vif
- La Saga des McGregor
- Le Ranch des McLeod
- Maguinnis, flic ou voyou
- Nos vies secrètes
- Summer Bay
- Rush
- Young Lions

 Séries allemandes
- Code 003 (it) (Die Drei)
- College Party
- Contre vents et marées
- Division criminelle (SOKO Köln)
- L'As des privés (it) (A.S.)
- Le Vent de l'aventure (Die Strandclique)
- Les Enquêtes du professeur Capellari
- Rosa Roth (de)
- Sex and More
- Un cas pour deux

 Séries canadiennes
- Catwalk
- G-Spot
- Un tandem de choc

 Série danoise
- Rita

 Séries néo-zélandaises
- Karaoké High
- Légitime défense

 Série néerlandaise
- Costa !

 Série italienne
- Lucky Luke
- Turbo (it)

### Dessins animés
Dessins animés français
- Au pays des têtes à claques
- Inspecteur Gadget
- Le Manège enchanté

 Dessins animés japonais
- Argento Soma
- Blue Seed
- Cobra
- Cowboy Bebop
- Détective Conan
- Gate Keepers
- Dragon Ball
- Hunter × Hunter
- Initial D
- Inu-Yasha
- Jayce et les Conquérants de la lumière
- Juliette, je t'aime
- Ken le Survivant
- Lady Oscar
- Les Chevaliers du Zodiaque
- Neon Genesis Evangelion
- Nicky Larson
- Olive et Tom
- Ranma 1/2
- Sailor Moon
- Slayers
- Tico et ses amis
- Wolf's Rain
- X-Or
- Yu-Gi-Oh! 5D's
- Zombie Loan

 Dessins animés américains
- Bécébégé
- G.I. Joe : Héros sans frontières
- Les Griffin
- Le Monde selon Tim

 Dessins animés britanniques
- Capitaine Scarlet